# Stephanie Land
Stephanie Land (1978) es una escritora y oradora pública estadounidense. Conocida por escribir Maid: Hard Work, Low Pay and a Mother's Will to Survive (2019), que fue adaptada a la miniserie de televisión  Maid (2021), en español La Asistente, para Netflix. Land también es autora de varios artículos sobre el trabajo de servicio doméstico, el abuso y la pobreza en los Estados Unidos.

## Biografía
Land creció entre Washington y Anchorage, Alaska, en un hogar de clase media. Un accidente automovilístico a los 16 años la llevó a ser diagnosticada con trastorno de estrés postraumático, una condición que luego se exacerbó por sus problemas financieros. Aunque no creció en la pobreza, pasó los siguientes años viviendo por debajo del umbral de la pobreza y dependía de varios programas de asistencia social para cubrir los gastos necesarios; esto luego influyó en sus escritos sobre temas de pobreza y políticas públicas.
Cuando tenía veintitantos años, vivía en Port Townsend, Washington, donde tuvo a su primer hijo y se convirtió en  madre soltera trabajando en el servicio doméstico para mantener a su familia. En enero de 2008, Land rompió con su novio y se mudó a un refugio para personas sin hogar con su hija de nueve meses. Land y su hija mayor vivían ocasionalmente en refugios para personas sin hogar, viviendas de transición y una casa rodante en un camino de entrada, antes de asegurar un apartamento en una vivienda de bajos ingresos. La primera línea de su libro debut dice:

Mi hija aprendió a caminar en un refugio para personas sin hogar.

Después de seis años trabajando en el sector de doméstico en Washington y Montana, finalmente pudo usar préstamos estudiantiles y becas Pell para mudarse y obtener una licenciatura en inglés y escritura creativa de la Universidad de Montana en mayo de 2014. Durante sus estudios, publicó su primer escrito público en forma de entradas de blog y publicaciones locales y medios de comunicación en Internet como HuffPost  y Vox. Al graduarse de la Universidad de Montana, Land terminó con su dependencia de los cupones de alimentos, comenzó a trabajar como escritora independiente y se convirtió en becaria de escritura en el Centro para el Cambio Comunitario en Washington.
Escribió un ensayo para el medio de comunicación Vox hablando sobre los analgésicos recetados que veía en las casas que limpiaba que fue publicado en otros tantos periódicos.
Land ha hablado abiertamente sobre el estigma de recibir asistencia del gobierno y las suposiciones que la gente tenía de ella, cuando dependía de los cupones de alimentos. En una entrevista de 2021 con The Washington Post, Land dijo:

Es muy difícil saber con certeza hasta qué punto te odian por necesitar asistencia. En aquella época había muchos memes sobre cómo había que hacer pruebas de drogas a la gente para recibir asistencia social, y muchos de mis amigos publicaban en Facebook y en las redes sociales algún tipo de odio hacia la gente que recibía cupones de alimentos. Y yo lo sentía. Me sentía como una sanguijuela de la sociedad, sinceramente. Mi objetivo era dejar de recibir asistencia del gobierno algún día y ser un miembro que contribuyera a la sociedad. Sentía que el único momento en que tenía algún valor como ser humano era cuando trabajaba activamente.

Casada viven como una familia mixta con cuatro hijos. Ambos tienen dos hijos de relaciones anteriores. Es dueña de una casa en Montana y tiene tres perros.

## Trayectoria profesional
El primer libro de Land, Maid: Hard Work, Low Pay and a Mother's Will to Survive, fue publicado por Hachette Books el 22 de enero de 2019. El libro debutó en el número tres en la lista de los más vendidos del New York Times. Se basó en la  elaboración de un ensayo que escribió para Vox en 2015. El 44.º presidente de los Estados Unidos, Barack Obama, colocó el libro en su "Lista de lectura de verano" de 2019 y la actriz Reese Witherspoon dijo que "le encantó este historia sobre una mujer que sobrevive a circunstancias imposibles".
El libro ha recibido elogios de la crítica. En USA Today, Sharon Peters elogió la honestidad del libro y escribió que llena "con muchos detalles sinceros sobre las frustraciones con las limitaciones de los programas en los que confiaba. Es una imagen de la rutina que roba el alma a través de la pobreza con la que millones viven todos los días".  
Emily Cooke de The New York Times resumió su reseña centrándose en la claridad del sufrimiento de Land en la obra: "Land sobrevivió a las dificultades de sus años como sirvienta, con el cuerpo exhausto y el cerebro lleno de aritmética sombría, para ofrecer su testimonio.Vale la pena escucharlo."   
Katy Read de The Star Tribune sugiere: "La próxima vez que escuches a alguien decir que piensa que la gente pobre es floja, entrégale una copia de Maid . Stephanie Land puede decirles lo contrario y, a diferencia de la mayoría de los autores que escriben sobre la pobreza, habla desde su experiencia personal y reciente".  
En The Washington Post, Jenner Rogers escribe: "La criada no se trata de cuán duro puede salvarte el trabajo, sino de cuán falsa es esa idea. Es la historia de una mujer que sale poco a poco de la tierra y cómo la clase media hace la vista gorda ante la pobreza que acecha unos escalones más abajo, y vale la pena leerla".
Kirkus Reviews concluye que Maid es "[una] memoria importante que debería ser de lectura obligatoria para cualquiera que nunca haya luchado contra la pobreza".
Maid: Hard Work, Low Pay and a Mother's Will to Survive se adaptó a una miniserie de 10 episodios Maid (2021) para el servicio de transmisión Netflix y se estrenó el 1 de octubre de 2021.
La serie fue protagonizada por Margaret Qualley, Andie MacDowell y Nick Robinson. El 24 de octubre de 2021, Forbes informó que Maid se ha mantenido en los top 5 de programas más vistos desde su lanzamiento en numerosos países. Según Netflix, es probable que el programa llegue a 67 millones de hogares en sus primeras cuatro semanas, superando el récord establecido por Gambito de dama, que fue vista por 62 millones de suscriptores.
Su segundo libro, Class, se publicó 2023 por One Signal Publishers, un sello de Simon & Schuster. El libro combina las experiencias personales de Land con reportajes de investigación sobre la educación superior y el costo de la misma en los Estados Unidos.

## Obras

### Libros
- Land, Stephanie. Criada: trabajo duro, salario bajo y la voluntad de sobrevivir de una madre (2019) . Libros Hachette .ISBN 0316505110[22]
- Land, Stephanie. Clase (2022).

### Artículos escritos
- Land, Stephanie (25 de septiembre de 2015). The Three Car Crashes That Changed My Life.[23]

- Land, Stephanie (1 de octubre de 2015). I lived on $6 a day with a 6-year-old and a baby on the way. It was extreme poverty.The Guardian.[24]
- Land, Stephanie (12 de noviembre de 2015). I Spent 2 Years Cleaning Houses. What I Saw Makes Me Never Want to Be Rich.Vox.[25]
- Land, Stephanie (6 de enero de 2016). What do you do when you can’t afford childcare? You get. The Washington Post .[26]
- Land, Stephanie (5 de diciembre de 2016). Trump’s Election Stole My Desire to Look for a Partner.The Washington Post .[27]
- Land, Stephanie (15 de noviembre de 2018).The Day My Husband Strangled Me.The Guardián .[28]
- Land, Stephanie (24 de septiembre de 2019). I Used to Clean Houses. Then I Hired a Maid.The Atlantic.[29]
- Land, Stephanie (21 de enero de 2020). My greatest honor: I wrote a book that touched people living in poverty.The Guardian.[30]
- Land, Stephanie (7 de noviembre de 2020). Joe Biden, Kamala Harris and the Return of Empathy When America Needs It Most. Time[31]
- Land, Stephanie (30 de septiembre de 2021). I Left Poverty After Writing 'Maid.' But Poverty Never Left Me.Time.[32]